# 弗兰克·威廉姆斯
弗兰克·威廉姆斯爵士，CBE（1942年4月16日—2021年11月28日）是英国商人、赛车手和威廉姆斯一级方程式车队的创始人。从1977年到2020年，他一直担任该队伍的负责人。在此期间，车队赢得了九次车队总冠军和七次车手冠军。

## 早年经历
1942年4月16日，弗兰克·威廉姆斯出生于南泰因賽德的南希尔兹。当时，他的父亲是一名现役皇家空军军官，他的母亲是一名教师。在他父母的婚姻破裂后，威廉姆斯大部分时间由他在贾罗的姨妈和姨夫抚养。
后来，他童年的大部分时间都是在苏格兰的一所私立寄宿学校度过的。在20世纪50年代末，一位朋友让威廉姆斯乘坐他的捷豹XK150，这激发了他对汽车的兴趣。

## 赛车运动
在短暂地做过赛车手和机械师后，1966年，威廉姆斯依靠做推销员赚得的资金成立了弗兰克·威廉姆斯车队。随后车队以皮尔斯·库里奇为主力车手，参与了几年二级方程式和三级方程式的比赛。之后威廉姆斯购买了一个布拉汉姆一级方程式赛车底盘，车队使用以此底盘为基础的赛车，开始参与一级方程式的比赛。库里奇驾驶此赛车，在1969年两次获得亚军的成绩。
1970年，威廉姆斯曾与亚历杭德罗·德·托马索短暂合作。但当库里奇在当年的荷兰大奖赛上去世之后，威廉姆斯与德·托马索的关系也结束了。1971年，威廉姆斯启用了亨利·佩斯卡罗洛，车队使用从玛驰工程公司购买的赛车底盘参加比赛。1972年，威廉姆斯公司制造了自己的第一辆F1赛车——由伦·贝利设计的Politoys FX3。然而，佩斯卡罗洛在第一场比赛中就撞毁了它。
此后，由于资金短缺，弗兰克·威廉姆斯车队因未支付账单被切断电话，不得不通过公用电话亭处理车队事务。威廉姆斯向万宝路和意大利汽车公司Iso Rivolta寻求赞助。虽然他们承诺会提供赞助，但迟迟没有兑现。1976年，威廉姆斯找到了加拿大石油大亨沃尔夫作为合作伙伴。车队得以继续运作，但它不再属于弗兰克·威廉姆斯。弗兰克·威廉姆斯于1977年离开车队，随他离开的还有工程师帕特里克·海德。两人在牛津郡的迪德科特收购了一个空仓库，宣布成立威廉姆斯大奖赛工程公司，并作为新车队参加一级方程式比赛。
新车队的第一场胜利由克莱·雷加佐尼驾驶搭载考斯沃斯引擎的威廉姆斯FW07赛车，在1979年于银石举行的英国大奖赛上取得。威廉姆斯车队在1980年第一次获得年度车手冠军和车队冠军，澳大利亚人阿兰·琼斯赢得了车手冠军。1981年至1997年期间，车队又赢得了6个车手冠军和8个车队冠军。弗兰克·威廉姆斯还带领车队获得了总共114场大奖赛的胜利。
1994年5月，艾尔顿·塞纳驾驶威廉姆斯FW16赛车在伊莫拉赛道发生事故死亡，威廉姆斯因此在意大利被指控犯有过失杀人罪，但在数年后被宣布无罪。塞纳去世后，从1995年到2012年，威廉姆斯的每一辆赛车都在其前翼支架上或附近安装小型塞纳标志以示纪念。
2012年3月，弗兰克·威廉姆斯宣布他将退出威廉姆斯车队的董事会，其职务由他的女儿克莱尔·威廉姆斯接替，不过他仍将留在车队担任车队负责人。
2020年9月，随着威廉姆斯车队被收购，弗兰克·威廉姆斯不再参与威廉姆斯车队的任何事务。

## 个人生活
1967年，威廉姆斯遇到了弗吉尼亚·贝莉，他们于1974年结婚。婚后他们生育了两个儿子：乔纳森和贾梅，以及一个女儿克莱尔。克莱尔后来也成为了一级方程式中威廉姆斯车队的副总负责人。
1986年3月8日，威廉姆斯在法国南部遭遇了一场严重车祸，这场事故导致他在余生中四肢瘫痪。事发时，他正与车队的赞助经理一起驾车从保罗·里卡德赛道赶往机场。此前,威廉姆斯在赛道上观看了车队对新款赛车FW11的测试。威廉姆斯热衷于长跑，因此他在测试后即赶往机场，以准时参加第二天在伦敦举行的半程马拉松比赛。
在驾车前往机场的途中，车辆在道路的一个左转弯处失控撞上了一堵低矮的石墙，并冲出公路，翻入路边的田地。威廉姆斯仍有意识，但被压在座位和破碎的车顶之间无法移动，并且第四和第五节脊椎骨之间发生了骨折。车队的赞助经理只受了轻伤，并在等待救援的时候将威廉姆斯从车里救了出来。事发后，威廉姆斯的妻子和帕特里克·海德立即飞往法国。在见到威廉姆斯后，他们觉得威廉姆斯几乎必死无疑。随后威廉姆斯被紧急送回英国，伦敦皇家医院的医生为他做了气管切开术，排出他的肺部积水，最终挽救了他的生命。由于这次事故,威廉姆斯无法生活自理，需要他人照顾。
威廉姆斯的妻子弗吉尼亚于1991年出版了一本自传，她在书中讲述了早年间创立一级方程式车队时期的经历，以及导致她丈夫险些丧命的事故。弗兰克·威廉姆斯表示，他宁愿有生之年不去读这些记述，“将过去留在过去”。弗吉尼亚在2010年确诊癌症，并在2013年3月7日去世，享年66岁。
威廉姆斯于2021年11月26日在萨里郡入院，并于11月28日上午去世，享年79岁。

赛车界的众多知名人士表达了对其逝世的悼念以及对其品格的赞扬。七届一级方程式世界冠军、著名赛车手刘易斯·汉密尔顿表示：
|  | 弗兰克·威廉姆斯爵士是我在这项运动中有幸见到的最善良的人之一。他取得过极为特别的成就。我知道他直到最后也仍然是一位赛车手，是一个内心充满斗志的人。他留给我们的遗产将永远流传下去。 |